# Üvegtesti homály
Az üvegtesti homály vagy lebegőfoltok időnként, illetve súlyos esetben állandóan észlelhető kristályos lerakódások a szemben (az üvegtestben), amely általában áttetsző, és az üvegtestben valamint az üvegtest és a retina között helyezkedik el. Az egyes lebegőfoltok méretük, alakjuk, konzisztenciájuk, törésmutatójuk és mozgékonyságuk alapján határozhatók meg. Ezeket latinul muscae volitantesnek (magyarul: "repkedő legyek") is nevezik. Az üvegtest általában átlátszó, de az életkor előrehaladtával fokozatosan kialakulhatnak benne rendellenességek. A legtöbb ember szemében jelen levő, gyakori üvegtesti homály típus az üvegtest ezen degeneratív elváltozásai miatt alakul ki. A lebegőfoltok észlelését, amely egyesek számára zavaró vagy problémás lehet, myodesopsia vagy ritkábban myodaeopsia, myiodeopsia illetve myiodesopsia néven ismerik. Többnyire nem kezelik, kivéve a súlyos eseteket, ahol a vitrektómia (műtét) és a lézeres vitreolízis. 
Az üvegtesti homály a retinára vetülő árnyékhibák, vagy a rajtuk áthaladó fény törése miatt válik láthatóvá, és megjelenhet önállóan vagy több másikkal együtt egy csomóként a látómezőben. Foltok, fonalak vagy "pókhálók" töredékeiként tűnhetnek fel, amelyek lassan lebegnek a szemlélő szeme előtt, és követik a szem mozgását. Mivel ezek a tárgyak magán a szemen belül találhatók, nem optikai csalódások, hanem entoptikus (a szem által okozott) jelenségek. Nem tévesztendők össze a vizuális hóval, amely a televízió képernyőjén megjelenő fehér zajhoz hasonló, bár ez a két állapot együtt is létezhet számos vizuális zavar részeként, amelyek közé az utókép is tartozik. 

## Jelek és tünetek
A lebegőfoltok a szemet kitöltő sűrű folyadékban, az üvegtestben, vagy az üvegtest és a retina közötti folyadékzsebekben lévő tárgyakból származnak. Az üvegtest egy kocsonyás, átlátszó anyag, amely a szem nagy részét kitölti. Az üvegtesten belül, a szemlencse mögött helyezkedik el, és a szem négy optikai alkotóelemének egyike. A lebegőfoltok tehát követik a szem gyors mozgását, miközben lassan sodródnak a folyadékban. Amikor először észleljük őket, a természetes reakció az, hogy megpróbálunk közvetlenül rájuk nézni. Azonban a tekintetünk feléjük történő irányításának kísérlete nehéz lehet, mivel a lebegőfoltok a szem mozgását követik, és a tekintet irányától eltérő oldalon maradnak. A lebegőfoltok valójában csak azért láthatóak, mert nem maradnak tökéletesen rögzülve a szemen belül. Bár a szem vérerei is elzárják a fényt, normális körülmények között láthatatlanok, mert a retinához képest fix helyen vannak, és az agy a stabilizált képeket az idegi adaptáció révén "hangolja össze". A lebegőfoltok különösen akkor válnak láthatóvá, amikor üres felületet vagy nyílt, egyszínű teret, például a tiszta, kék égboltot nézzük. A "lebegőfolt" elnevezés ellenére sok ilyen folt hajlamos a szemgolyó alja felé süllyedni, bármilyen irányban is van a szemgolyó, fekvő helyzetben (felfelé nézve vagy háton fekve) hajlamosak a fovea, azaz a tekintet középpontja közelében koncentrálódni, ezért a textúrátlan és egyenletes fényű égbolt ideális hátteret képez a megtekintésükhöz. A nappali égbolt fényessége a szemünkben a pupilla összehúzódását is okozza, csökkentve a pupillanyílást, ami kevésbé homályossá és ezért láthatóvá teszi az üvegtesti homályt. 
A születéskor jelentkező lebegőfoltok általában egész életünkön át megmaradnak, míg a később megjelenők heteken vagy hónapokon belül eltűnhetnek. Nem ritkák, ugyanakkor a legtöbb ember számára nem okoznak komoly problémát, és a kórházi szemészeti osztályok egyik leggyakoribb esetei közé tartoznak. Egy 2002-ben az optometristák körében végzett felmérés szerint az Egyesült Királyságban minden optometrista havonta átlagosan 14 beteget kezelt ezekkel a tünetekkel. A lebegőfolt súlyosabb esetekben azonban több mint kellemetlenség és zavaró tényező, különösen akkor, ha a foltok állandóan a látómezőn keresztül sodródni látszanak. Az alakzatok olyan árnyékok, amelyeket az évek során kidobódott és az üvegtestben vagy az üvegtest és a retina között megrekedt fehérjék vagy más sejttörmelék apró darabjai vetítenek a retinára. A lebegőfoltok még akkor is láthatók, amikor a szemet csukva tartjuk, különösen fényes napokon, amikor elegendő fény hatol át a szemhéjon az árnyékok megjelenítéséhez. Az üvegtesti homály azonban nem csak az idős embereket zavarja, hanem a fiatalabbak számára is gondot okozhat, különösen, ha rövidlátók, de gyakoriak a szürkehályogműtétek vagy traumák után is. 
A lebegőfoltok képesek a fényt felfogni és megtörni oly módon, hogy átmenetileg kissé elhomályosítják a látást, amíg el nem mozdulnak egy másik területre. Gyakran a üvegtesti homálytól szenvedő emberek azt hiszik, hogy a szemük sarkában látnak valamit, ami valójában nincs is ott. A legtöbb ember egy idő után megbékél a problémával, és megtanulja figyelmen kívül hagyni ezeket a zavaró jelenségeket. A súlyos üvegtesti homályban szenvedő emberek számára szinte lehetetlen teljesen figyelmen kívül hagyni a jelentős méretű halmazokat, amelyek szinte állandóan a közvetlen látómezőben vannak. 

## Előfordulásának okai
Az üvegtesti homály megjelenésének különböző okai vannak, amelyek közül a leggyakrabban előforduló okai a következők lehetnek.
Az lebegőfoltok a szem öregedésekor is előfordulhatnak, ritka esetekben a retina leválásának vagy szakadásának a jelei.

### Üvegtesti szinerézis
Az üvegtesti homály oka az üvegtesti szinerézis és az életkorral járó összehúzódás. Emellett a szemgolyót ért trauma vagy sérülés szintén okozhatja ezt a jelenséget.

### Üveghártya- és retinaleválások
Idővel az elfolyósodott üvegtest elveszíti a tartását, és a váza összehúzódik. Ez vezet a hátsó üveghártya leválásához, amelyben az üveghártya hártya leválik az érzékelő retináról. E leválás során a zsugorodó üvegtest mechanikusan ingerelheti a retinát, ami miatt a beteg véletlenszerű felvillanásokat lát a látómezőben, amelyeket néha "villanásoknak" neveznek, ezt a tünetet hivatalos nevén fotopsziának hívják. A látóideg nyaka körüli üvegtest végső felszabadulása néha egy nagyméretű, általában gyűrű alakú lebegőfoltot ("Weiss-gyűrű") jelenít meg. Szövődményként a retina egy része a távozó üveghártya által leszakadhat, ami a retinaleválásnak nevezett folyamat. Ilyenkor gyakran vér szivárog az üveghártyába, amit a beteg az egész látómezőben mozgó számos apró pont hirtelen megjelenéseként észlel. A retinaleválás azonnali orvosi ellátást igényel, mivel könnyen vakságot okozhat. Következésképpen mind a villanások megjelenését, mind a hirtelen megjelenő számos apró lebegőfoltot gyorsan ki kell vizsgálnia a szemésznek.
A hátsó üvegtest leválása gyakoribb azoknál az embereknél, akik: 
- rövidlátók.
- szürkehályogműtéten estek át.
- Nd:YAG lézeres szemműtéten estek át.
- gyulladásuk volt a szem belsejében.[15]

### A hyaloid artéria regressziója
A magzati fejlődési szakaszban az üvegtestben futó artéria, az arteria hyaloida a terhesség harmadik harmadában visszafejlődik. Felbomlása néha sejtanyagot hagyhat maga után.

### Egyéb gyakori okok
A retinaszakadásban szenvedő betegeknél előfordulhatnak lebegőfoltok, ha a szivárgó erekből vörösvérsejtek szabadulnak fel, míg az uveitiszben vagy vitritiszben szenvedőknél többszörös lebegőfoltok és látáscsökkenés tapasztalható az üvegtestben felhalmozódó fehérvérsejtek miatt. A lebegőfoltok egyéb okai közé tartozik a cisztoid makulaödéma és az asteroid hyalosis. Ez utóbbi az üvegtest rendellenessége, amelynek során kalciumrögök kötődnek a kollagénhálózathoz. Az így kialakult testek a szem mozgatásával kissé elmozdulnak, de aztán visszatérnek a rögzült helyzetükbe.

## Diagnózis
A lebegőfoltokat gyakran szemész vagy optometrista könnyen megfigyelheti egy szemtükör vagy réslámpa segítségével. Ha azonban a lebegőfolt a retina közelében van, előfordulhat, hogy a megfigyelő nem látja, még akkor sem, ha a beteg számára nagynak tűnik.  A háttérvilágítás növelése vagy a pupilla átmérőjének hatékony csökkentése érdekében a lyukkamera használata lehetővé teheti, hogy az illető jobban lássa saját lebegőfoltjait. A fejet úgy kell megdönteni, hogy az egyik lebegőfolt a szem középső tengelye felé sodródjon. A kiélesített képen a rostos elemek jobban kivehetőek.
Meglepően magas volt a retinaszakadások jelenléte az újonnan jelentkező üvegtesti homály esetén (14%; 95%-os megbízhatósági intervallum, 12-16%), amint arról a Journal of the American Medical Association folyóiratban a Rational Clinical Examination Series részeként közzétett metaanalízis beszámolt. Az újonnan jelentkező villanások és/vagy üvegtesti homály esetén, különösen, ha látásvesztéssel vagy látótér-korlátozással társulnak, sürgősebb szemészeti kivizsgálást igényeljenek.

## Kezelés
Míg léteznek műtétek a lebegőfoltok súlyos eseteinek korrigálására, nincsenek olyan gyógyszerek (ideértve a szemcseppeket is), amelyek az üvegtest romlását javíthatnák. A lebegőfoltokat gyakran a normális öregedési folyamat okozza, és általában kevésbé zavaróak, amint megtanuljuk figyelmen kívül hagyni őket. A fel/le és balra/jobbra nézés hatására elhagyják a közvetlen látómezőt, mivel az üvegtest a hirtelen mozgás miatt kavarog. Ha a lebegőfoltok száma jelentősen megnövekszik és/vagy súlyosan befolyásolják a látást, akkor az alábbi kezelések valamelyike szükségessé válhat. 
2017 óta nem áll rendelkezésre elegendő bizonyíték a sebészi vitrektómia és a lézeres vitreolízis biztonságosságának és hatékonyságának összehasonlítására a lebegőfoltok kezelésében. Egy 2017-es Cochrane felülvizsgálat nem talált olyan releváns tanulmányt, amely összehasonlította volna a két kezelést.
Agresszív marketing kampányokkal népszerűsítették a lézeres vitreolízis alkalmazását az üvegtesti homály kezelésére. De jelenleg nem áll rendelkezésre szilárd bizonyíték a lézeres vitreolízissel történő kezeléssel kapcsolatban. A két kezelési módot összehasonlító legerősebb rendelkezésre álló bizonyítékok csak visszamenőleges esettanulmányok.

#### Műtéti beavatkozás
A vitrektómia sikeres lehet a súlyosabb esetek kezelésében. A technika általában három nyílás kialakítását jelenti a sclera (a szemgolyó fehér területe) úgynevezett pars plana részén keresztül. Ezek közül a kisméretű műszerek közül az egyik egy infúziós nyílás a sóoldat utánpótlására és a szemnyomás fenntartására, a második egy száloptikai fényforrás, a harmadik pedig egy vitrektor. A vitrektor egy szívóeszközhöz csatlakoztatott, oda-vissza mozgó vágóheggyel rendelkezik. Ez a kialakítás csökkenti az üvegtesten keresztül a retinára gyakorolt húzást. Néha varrat nélküli, önzáró technikát is alkalmaznak. 
A legtöbb beavatkozáshoz hasonlóan azonban a vitrektómia is magában hordozza a szövődmények kockázatát, többek között: retinaleválás, elülső üvegtest leválás és makulaödéma - ami veszélyeztetheti a látást, vagy ronthatja a meglévő lebegőfoltokat (retinaleválás esetén). 

#### Lézer
A lézeres vitreolízis egy lehetséges kezelési lehetőség az üvegtestszálak és a homályok eltávolítására. Ennél az eljárásnál egy szemészeti lézer (általában ittrium-alumínium-gránát (YAG) lézer) nanoszekundumos impulzusok sorozatát alkalmazza alacsony energiájú lézerfénnyel az üvegtesti homályok elpárologtatására és az üvegtesti szálak leválasztására. A kifejezetten az üvegtest plasztikára tervezett YAG-lézerrel végzett eljárás esetén az plasztikával kapcsolatos mellékhatások és szövődmények ritkák. A YAG-lézereket azonban hagyományosan a szem elülső részén történő alkalmazásra tervezték, azaz a hátsó capsulotomia és az iridotomia kezelésekre. Ennek eredményeképpen gyakran korlátozott rálátást biztosítanak az üvegtestre, ami megnehezítheti a célzott lebegőfoltok és hártyák azonosítását. Emellett a környező szemszövetek károsodásának nagy a kockázata. Ennek megfelelően a vitreolízist nem alkalmazzák széles körben, és csak nagyon kevés szakember végzi. Egyikük, John Karickhoff több mint 1400 alkalommal végezte el az eljárást, és 90 százalékos sikerességi arányt állított fel. A MedicineNet weboldal azonban azt állítja, hogy "nincs bizonyíték arra, hogy ez a lézeres kezelés hatékony lenne. A lézer használata jelentős kockázatot jelent az egyébként egészséges szem látására vonatkozóan is."

#### Gyógyszeres kezelés
Az enzimatikus vitreolízist kipróbálták a vitreomakuláris adhézió (VMA) és az anomális hátsó üvegtest-leválás kezelésére. Bár a hatásmechanizmus hatással lehet a klinikailag jelentős lebegőfoltokra, 2015 márciusában még nem végeztek klinikai vizsgálatokat annak megállapítására, hogy ez terápiás alternatívája lehet-e akár a konzervatív kezelésnek, akár a vitrektómiának.

#### Atropin
Kis dózisú atropin cseppentése a szembe kitágítja a pupillát, így csökkenti a lebegőfoltok által a retinán kialakuló árnyékképződést.

## Epidemiológia
Az üvegtest leválása jellemzően az 50 évesnél idősebb betegeket érinti, és 80 éves korig egyre gyakoribb. A rövidlátók esetében megnő az üvegtestleválás kockázata. Ezenkívül a szemgolyót ért közvetlen traumát követő gyulladásos betegségben szenvedő vagy nemrégiben szemműtéten átesett szemek esetében is megnő az üvegtesti homály kialakulásának esélye, melyben a férfiak és a nők egyformán érintettek.

## Fordítás
- Ez a szócikk részben vagy egészben  a   Floater című angol Wikipédia-szócikk ezen változatának fordításán alapul.  Az eredeti cikk szerkesztőit annak laptörténete sorolja fel. Ez a jelzés csupán a megfogalmazás eredetét és a szerzői jogokat jelzi, nem szolgál a cikkben szereplő információk forrásmegjelöléseként.